# 論世界帝國

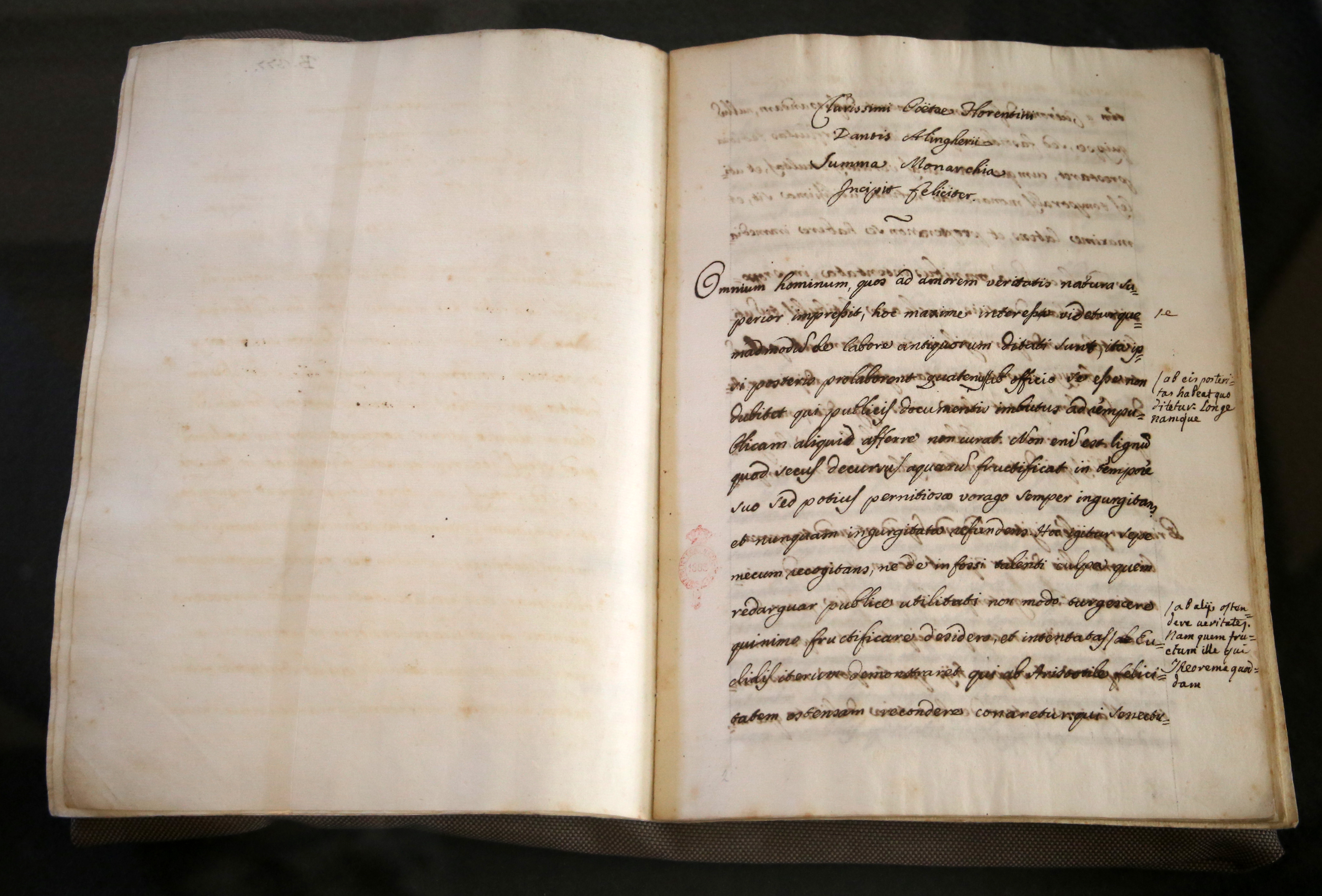
論世界帝國 (1700-50s)

《論世界帝國》（拉丁語：De Monarchia，拉丁語發音：[deː mɔˈnarkʰɪ.aː]，拉丁語發音：[de moˈnarki.a]，直譯：論君主制）是但丁·阿利吉耶里於1312年至13年間撰寫的關於世俗和宗教權力的拉丁文作品。本文介入了他那個時代最具爭議的主題之一：世俗權威（以神聖羅馬帝國皇帝為代表）與宗教權威（以教皇為代表）之間的關係。但丁在這個問題上的觀點是眾所周知的，因為在他的政治活動期間，他曾努力捍衛佛羅倫薩市政府的自治，以不受教皇博尼法斯八世的控制。該個作品於1559年被天主教會封禁。